# Municipi de Gotland
El municipi de Gotland (en suec: Gotlands kommun) és un municipi del comtat de Gotland, Suècia, a l'illa de Gotland. La seu se'n troba a la ciutat de Visby.
El municipi de Gotland es formà durant la reforma municipal del 1971 amb la fusió de la ciutat de Visby, Slite Köping i els municipis de Dalhem, Fårösund, Havdhem, Hemse, Hoburg, Klintehamn, Ljugarn, Lärbro, Romakloster, Stenkumla, Stånga i Tingstäde. Des del 2011 el municipi ha estat cobert per una llei, 2010: 630, sobre la responsabilitat del desenvolupament de certes províncies que dona al municipi la responsabilitat dels «esforços per crear un creixement i desenvolupament regional sostenible». És per això que el municipi va canviar el nom a regió de Gotland (Region Gotland).

## Localitats
Hi ha 18 àrees urbanes (tätort) al municipi:
| #  | Tätort            | Població |
| -- | ----------------- | -------- |
| 1  | Visby             | 24 272   |
| 2  | Vibble            | 1797     |
| 3  | Hemse             | 1684     |
| 4  | Klintehamn        | 1545     |
| 5  | Romakloster       | 1194     |
| 6  | Slite             | 1019     |
| 7  | Fårösund          | 922      |
| 8  | Tofta             | 678      |
| 9  | Norra Visby       | 652      |
| 10 | Slite norra       | 523      |
| 11 | Västerhejde       | 456      |
| 12 | Lärbro            | 424      |
| 13 | Brissund i Själsö | 421      |
| 14 | Burgsvik          | 350      |
| 15 | Stånga            | 330      |
| 16 | Väskinde          | 329      |
| 17 | Havdhem           | 265      |
| 18 | Tingstäde         | 246      |

## Ciutats agermanades
Gotland s'ha agermanat o té un tractat de cooperació amb:
| - Kragerø, Noruega - Mariehamn/Åland, Finlàndia - Valkeakoski, Finlàndia - Lübeck, Alemanya - Rodes, Grècia | - Soest, Alemanya - Tukums, Letònia - Samsø, Dinamarca - Saaremaa, Estònia - Gammalsvenskby, Ucraïna |